# 伊藤源助
伊藤 源助（いとう げんすけ、天保13年（1842年）? - 明治2年12月29日（1870年1月30日））は、江戸時代末期（幕末）の人物。本名は加藤愛之助。
元は白河藩の浪士。新選組の隊士といわれるが詳細は定かではない。明治2年（1870年）、大村益次郎の殺害に加わったとして処刑された。
西村兼文『壬生浪士始末記』によれば、伊藤は意思を受け入れられず新選組を退去したとされている。
| スタブアイコン | サブスタブ | この項目は、まだ閲覧者の調べものの参照としては役立たない、人物に関連した書きかけの項目です。この項目を加筆・訂正などしてくださる協力者を求めています（P:人物伝/PJ:人物伝）。 |